# Anthony Minichiello

a Compétitions nationales et continentales officielles uniquement.

b Matchs officiels uniquement.
Anthony Minichiello, né le 24 mai 1980 à Sydney, est ancien un joueur de rugby à XIII australien au poste d'arrière ou ailier. Depuis ses débuts professionnels en 2000, il évolue au Sydney Roosters, il est également international australien et dispute avec les New South Wales Blues le State of Origin.

## Biographie
En 2005, il reçoit le titre de Golden Boot qui désigne le meilleur joueur au monde de sa discipline et le titre de meilleur joueur du tournoi des Tri-Nations 2005.

## Palmarès
- Collectif :
  - Vainqueur de la National Rugby League : 2002 & 2013.
  - Finaliste de la National Rugby League : 2000, 2003, 2004 & 2010.
  - Vainqueur du Tri-Nations : 2004 & 2005.

- Individuel :
  - Élu Golden Boot  : 2005.
  - Meilleur joueur du State of Origin : 2005.
  - Élu meilleur joueur des Tri-Nations en 2005.